# ذو القوة
ذو القوَّة من صفات الله الحسنى وردت في القرآن الكريم ،ولم يعدّه أحدٌ من أسمائه بل القوي من أسمائه الحسنى، ومعناه: الكامِل القدرة على الشّيء، الذي لا يستولي عليه العجزُ في حالٍ من الأحوال.

## لغويا
ذو بمعني صاحب  والقوة هي الشدة

### ذو
ذو : كلمة يُتَوَصل بها إِلى الوصْف بالأجناس، ملازمة للإضافة إلى الاسم الظاهر، ومعناها: صَاحِب.
يقال: فلان ذو مال، وذو فضل.
ويقال: أتَيتُة ذا صَباح وذا مساء: وقت الصُّبح، ووقت المساء.
ويقال:_ جاءَ من ذي نفسه: طيّعًا.
وطعنه فخرح ذو بَطْنه: أمْعَاؤه.
وسمعت ذا فيه: كلامَه.
ومثَنّاهُ: ذَوَا. والجمع : ذَوُون.

## في القرآن الكريم
ورد مرة واحدة في سورة الذاريات في قوله تعالي: ﴿إِنَّ اللَّهَ هُوَ الرَّزَّاقُ ذُو الْقُوَّةِ الْمَتِينُ ۝٥٨﴾ [الذاريات:58] ، قال السعدي :«ذُو الْقُوَّةِ الْمَتِينُ أي: الذي له القوة والقدرة كلها، الذي أوجد بها الأجرام العظيمة، السفلية والعلوية، وبها تصرف في الظواهر والبواطن، ونفذت مشيئته في جميع البريات، فما شاء الله كان، وما لم يشأ لم يكن، ولا يعجزه هارب، ولا يخرج عن سلطانه أحد، ومن قوته، أنه أوصل رزقه إلى جميع العالم، ومن قدرته وقوته، أنه يبعث الأموات بعد ما مزقهم البلى، وعصفت بترابهم الرياح، وابتلعتهم الطيور والسباع، وتفرقوا وتمزقوا في مهامه القفار، ولجج البحار، فلا يفوته منهم أحد، ويعلم ما تنقص الأرض منهم، فسبحان القوي المتين.»